# Бандырма
Бандырма (тур. Bandırma), устар. Пандерма — город-порт и район на южном берегу Мраморного моря, в провинции Балыкесир (Турция). Входит в пятёрку крупнейших портов Турции. Соединён паромом со Стамбулом и скорым поездом с Измиром. На окраинах города — руины древнего Кизика и северное побережье озера Куш.

## История
Издавна в этих местах находился греческий Панормос. В XIII веке крестоносцы использовали его как базу для операций в Анатолии. В XIV веке Панормос был завоёван турками, которые переиначили его название в Бандырма.
В продолжение XIX века население Бандырмы выросло за счёт притока переселенцев с северных окраин Османской империи, которые были завоёваны русской армией. В 1912 году здесь проживали турки — 36976 чел., греки — 9610 чел., армяне — 3879 чел., евреи, болгары — 1635 чел.. Малоазийские болгары в марте-июне 1914 г. поголовно эвакуировались в Болгарию.
В 1918 году в Бандырме прозвучали последние выстрелы Первой мировой войны, в честь чего в городе установлен монумент.